# Ayer, Valais
Ayer (frankoprovensalska: Ayèr) är en ort i kommunen Anniviers i kantonen Valais, Schweiz. Orten var före den 1 januari 2009 en egen kommun, men slogs då samman med kommunerna Chandolin, Grimentz, Saint-Jean, Saint-Luc och Vissoie till den nya kommunen Anniviers.